# Hattert
Hattert är en kommun i Westerwaldkreis i förbundslandet Rheinland-Pfalz i Tyskland.
Kommunen ingår i kommunalförbundet Verbandsgemeinde Hachenburg tillsammans med ytterligare 32 kommuner.